# Ugia minima
Ugia minima là một loài bướm đêm trong họ Erebidae.